# Anniken Hauglie
Anniken Hauglie, född 10 september 1972 i Oslo, är en norsk politiker för Høyre. Hauglie var Norges arbets- och socialminister från 16 december 2015 till 24 januari 2020. Från oktober 2013 till 2015 var hon byråd för kunskap och utbildning i Oslo med ansvar för  Osloskolan och dagis. Under perioden tidigare, från januari 2010 till oktober 2013, var hon Oslos byråd för sociala tjänster. Från 2011 utvidgades hennes ansvarsområde och blev byråd för hälso- och socialtjänster med parlamentariskt ansvar för Oslos 15 stadsdelar.